# Баткин, Фёдор Исаакович
Фёдор Исаакович Баткин (1892, Российская империя — 1923, Крым, РСФСР) — матрос 2-й статьи, после Февральской революции — агент командующего флотом Чёрного моря вице-адмирала А. В. Колчака, «революционный оборонец». В годы Гражданской войны — участник Белого движения, первопоходник. Позднее — в эмиграции. В 1923 году нелегально приехал в Крым, где Украинским ГПУ в июне того же года был арестован по обвинению в шпионаже и расстрелян.

## Происхождение и учёба
По происхождению еврей. Родился в семье коммерсанта. Учился в Севастопольском реальном училище, однако был исключён из него за эсеровскую агитационную деятельность.

## Довоенный период
С молодых лет увлекался социалистическими идеями. По политическим убеждениям эсер. В связи со своей революционной работой в 1910 году был вынужден уехать из России за границу из опасения ареста.
В 1914 году учился в Льежском политехническом университете.

## Участие в Первой мировой войне
С началом Первой мировой войны вступил добровольцем в бельгийскую армию. Был несколько раз ранен, по этой причине демобилизовался.
Накануне Февральской революции 1917 года вернулся в Россию и пошёл добровольцем на фронт.

## «Революционный оборонец». Агент адмирала А. В. Колчака
Боровшийся с пораженческой агитацией большевиков Главнокомандующий Черноморским флотом адмирал А. В. Колчак пытался переломить тенденцию разложения армии и флота, к изменению в лучшую сторону духа армии и воссозданию дисциплины в войсках и прекращению для достижения этих целей «доморощенных реформ, основанных на самомнении и невежестве» для продолжения борьбы на фронтах Первой мировой войны. В результате Колчаку удалось недолговременно в конце апреля 1917 поднять дух во флоте, постановлением ЦВИК родилась «Черноморская делегация», которая могла бы донести до остальной страны идеи национального единства во имя победы, достигнутые в Севастополе усилиями А. В. Колчака единство офицерства, матросской массы и горожан.
Адмирал Колчак зачислил Федора Баткина во флот матросом 2-й статьи в ходе формирования Черноморской делегации. Важным обстоятельством при выборе агента для контрпропаганды пораженчеству явились боевые заслуги отправившегося на фронт вместо безопасной жизни в Москве или Петрограде Баткина, даже на роль пропагандиста адмирал Колчак выбрал отважного и храброго солдата.
Так, во главе флотской Черноморской делегации матрос Баткин отправился в Петроград, где выступал на митингах и собраниях с идеей продолжения войны до победного конца, участвовал в создании ударных частей.
Выступив на заседании Московского Совета против большевистской идеи братания, Баткин назвал лозунг «Отечество в опасности!» тем лозунгом, «который совершенно справедливо и вовремя брошен в русские сердца, и Черноморский флот, гарнизон и рабочие не могли не поднять своего голоса по этому поводу. Но голоса мало — нужно дело. Вот с чем мы едем. Мы едем не только затем, чтобы призвать всех к единению, мы едем затем, чтобы, если будет нужно, отдать наши жизни там, на позициях, чтобы показать, как нужно умереть за свободную Россию. Черноморский флот говорит: пока мы живы, сепаратного мира не будет. Мы выйдем в родное Чёрное море, и оно похоронит нас, если бы это случилось». Речь Баткина было решено отпечатать в 2 млн экземпляров и распространять по всей России и на фронте.

## Участие в Гражданской войне
В ноябре 1917 года Ф. И. Баткин возглавил отряд черноморских матросов-ударников, который прибыл в Могилёв для охраны Ставки Верховного Главнокомандующего. После захвата Ставки отрядом революционных матросов Балтийского флота Ф. И. Баткин перебрался на Дон в формируемую генералами Алексеевым и Корниловым Добровольческую армию. Участвовал в Ледяном походе армии с Кубани на Дон.
Интересна характеристика, данная ему участником Ледяного похода

Кстати сказать, что «матрос» Баткин никогда не был матросом. Еврей или караим по происхождению, он явился в первые же дни революции на Черноморское побережье и устроился во флоте на должность «штатного оратора», по каковой должности и носил матросскую форму. На такое же амплуа он поступил и к Корнилову, непонятно по каким причинам терпевшему темного проходимца, далеко не чуждого большевистским правительственным сферам.— Александров Я. Белые дни, Часть 1-я – Вюнсдорф: Типография артели «Печатное искусство» в Вюнсдорфе, 1922. – 19-20с
После гибели генерала Корнилова был изгнан возглавившим Добровольческую армию Деникиным и препровождён в расположение большевиков.

Выгнанный же к большевикам Федор Баткин благополучно уцелел и весною 1920 года, чуя слабость Деникина, — красовался на митинговых подмостках волновавшегося Новороссийска.— Александров Я. Белые дни, Часть 1-я – Вюнсдорф: Типография артели «Печатное искусство» в Вюнсдорфе, 1922. – 19с
Некоторое время работал в «ОСВАГе» и проявлял активность в пропагандистской деятельности против большевиков.

## В эмиграции
В 1920 году эмигрировал в Турцию, где работал журналистом и был завербован ЧК. По поручению советских властей помогал в убеждении генерала Я. А. Слащёва вернуться в советскую Россию, организовал его приезд в Севастополь. В 1922 году нелегально приехал в Россию, в Крым, где ГПУ в июне того же года был арестован по обвинению в шпионаже и расстрелян.